# Г20 земаља у развоју
Г20 (Група 20, понекад и Г21, Г22 и Г20+), представља блок земаља у развоју, основан 20. августа 2003. године. Група се појавила на 5. годишњем састанку СТО, одржаном у Канкуну, Мексико одржаном од 10. до 14. септембра 2003. године. У трговинским преговорима који су уследили, група је приморала богате земље да укину субвенције својим земљорадницима, како би производи из других земаља постали конкурентнији на тржишту.
Ове земље чине 65% светске популације, од тога 72% становништва се бави пољопривредом.